# Murs-et-Gélignieux
Murs-et-Gélignieux es una comuna francesa del departamento de Ain, en la región de Auvernia-Ródano-Alpes.

## Demografía
| 150 | 127 | 131 | 121 | 188 | 204 | 227 | 250 |
| Para los censos de 1962 a 1999 la población legal corresponde a la población sin duplicidades (Fuente: INSEE [Consultar]) |     |     |     |     |     |     |     |

## Lugares de interés
Además del Castillo de Murs, que puedes ver en la imagen que encabeza el artículo, en el municipio se encuentra un yacimiento arqueológico del paleolítico superior; se trata de un abrigo bajo las rocas conocido como la gruta prehistórica de la Bonne-Femme.·